# Літофіти

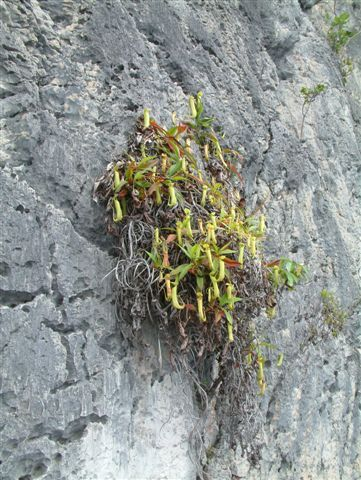

Літофіти у (Кримських горах)

Літофі́ти (від грец. λιτος — камінь і грец. φυτον — рослина), петрофі́ти (грец. πέτρος — камінь, скеля) — рослини, що ростуть на камінні, скелях. Сприяють механічному і хімічному руйнуванню гірських порід, в результаті чого утворюється первинний ґрунт.
Літофітами є деякі види синьо-зелених водоростей, лишайники, мохи, папороті та деякі насінні рослини. Серед літофітів виділяють хазмофіти — рослини, що оселяються на первинному ґрунті в щілинах і западинах скель.